# 헤이세이 시대
헤이세이 시대(일본어: 平成, へいせい)는 일본의 시대 구분으로 1989년 1월 8일부터 2019년 4월 30일까지 이어졌다. 2019년 기준 헤이세이 31년으로 쇼와, 메이지에 이어 세 번째로 긴 연호이다. 1989년 1월 8일 헤이세이 원년 순으로 계산하면 된다.

## 어원과 연호 결정
헤이세이(平成)는 《사기》(史記) 〈오제본기〉(五帝本紀)의 내평외성(內平外成), 《서경》 〈대우모〉(大禹謨)의 지평천성(地平天成)에서 따온 글자로서 "천지와 내외의 평화를 이룬다."라는 뜻을 담고 있다.
일본 내각 내정 심의실은 쇼와 천황이 사망한 1989년 1월 7일 새벽에 최종 연호 후보로 '헤이세이'(平成), '슈분'(修文), '세이카'(正化)로 결정하고 다케시타 노보루 일본 내각총리대신에게 이 사실을 통보했다. 하지만 일본 내각에서는 '슈분', '세이카'가 로마자 S로 시작하는 쇼와(昭和)와 혼동된다고 지적했고 로마자 H로 시작하는 '헤이세이'를 새 연호로 결정할 것을 제안했다. 이 날에 열린 전체 각료 회의에 참석한 각료들 또한 헤이세이를 새 연호로 결정하자는 일치된 안건을 제시했다.
오부치 게이조 일본 내각관방장관은 1989년 1월 7일 오후 2시 10분에 열린 임시 각료 회의를 통해 새 연호를 결정했고 오후 2시 36분에 열린 기자 회견을 통해 헤이세이가 일본의 새 연호로 결정되었음을 발표했다.

## 대외 관계
소비에트 연방이 붕괴한 이후에도 동북아시아는 북한 핵 문제, 한반도의 긴장, 중국 공산당(중화인민공화국)와 중국 국민당(중화민국)의 대립 등 냉전의 잔재가 남아 있다. 일본도 북한 핵 문제를 둘러싼 6자회담에 참여하고 있으며, 한반도 정세가 외교 면에서는 큰 불씨가 되고 있다.
일본에서는 일장기와 천황으로 대표되는 냉전 이전(1945년 이전)의 일본이라는 잔재가 남아 있기 때문에 77년 동안에 걸친 일본 제국의 역사를 둘러싼 역사 인식 문제가 재연하고 있다는 것이 특징이다(일본군 위안부를 둘러싼 EU, 미국, 동북아시아, 동남아시아에서 일본을 비판하는 결의 등).
미국 형 정치 체제를 주장하는 정치가 활보하는 한편 "존왕양이", "메이지 체제(= 일본 제국)"적인 쇼비니즘도 강화되어 탈냉전 시대를 이끈 동유럽 민주화 혁명과 정반대의 방향으로 진행되었다. 대표적인 사건으로 1996년에 결성된 "새로운 역사 교과서를 만드는 모임"(만드는 모임), 1999년 일장기와 기미가요의 법제화, 2000년 모리 요시로의 "신의 나라" 발언, 2005년 전후 60년을 기해 제정된 "쇼와의 날", 2007년 아베 신조의 "전후 체제 로부터의 탈피"가 있다. 한편 조선민주주의인민공화국은 이른바 "김씨 왕조"(김일성-김정일-김정은으로 이어지는 조선민주주의인민공화국의 3대 세습 체제를 빗대서 붙여진 이름) 숭배를 강화하면서 선군정치 노선으로 가게 되고 중화인민공화국이 센카쿠 제도에서 운요호 사건과 같은 "일부러 추돌하고 달아나는" 외교를 수행하는 등 이들 국가가 "메이지 체제"를 고스란히 모방하고 있는 것도 헤이세이 시대만의 특징이다.

## 주된 사건
일본 국내외의 사건을 모두 싣는다.
- 원년 (1989년)
  - 일본, 소비세 도입.
  - 6·4 톈안먼 사건
  - 동유럽 민주화 혁명.

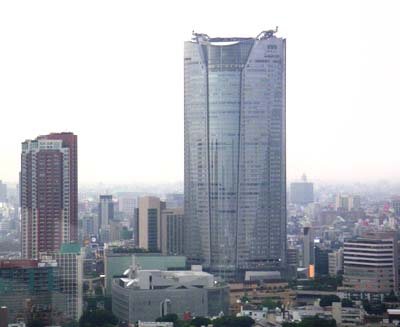
헤이세이 시대 대표적인 건물인 롯폰기 힐스

  - 제75대 우노 소스케 내각총리대신 취임.
  - 제76대 가이후 토시키 내각총리대신 취임.
- 2년 (1990년)
  - 닌텐도의 가정용 게임기 슈퍼 패미컴 발매.
  - 제77대 가이후 토시키 내각총리대신 취임.
- 3년 (1991년)
  - 나가사키현의 운젠산이 분화.
  - 제78대 미야자와 기이치 내각총리대신 취임.
- 5년 (1993년)
  - 제79대 호소카와 모리히로 내각총리대신 취임.
  - 자유민주당이 38년만에 야당이 되었다.
  - 당시 일본의 여름 날씨가 매우 좋지 않아 일본의 쌀 수확량이 급감함.
- 6년 (1994년)
  - 오에 겐자부로가 노벨 문학상 수상.
  - 1994년 폭염
  - 마쓰모토 사린 사건 (나가노현, 옴진리교가 일으켰다.)
  - 히로시마에서 아시안 게임이 개최.
  - 제80대 하타 쓰토무 내각총리대신 취임.
  - 제81대 무라야마 도미이치 내각총리대신 취임.
- 7년 (1995년)
  - 한신 대지진(주로 긴키 지방이 큰 피해를 입었다.)
  - 도쿄 지하철 사린 사건 (도쿄, 옴진리교가 일으켰다.)
- 8년 (1996년)
  - 자유민주당이 다시 여당이 되었다.
  - 제 82대 하시모토 류타로 내각총리대신 취임.
  - 제 83대 하시모토 류타로 내각총리대신 취임.
- 9년 (1997년)
  - 포켓몬 쇼크 발생
- 10년 (1998년)
  - 나가노 현에서 동계 올림픽 개최.
  - 대한민국 국민의 정부 취임
  - 제84대 오부치 게이조 내각총리대신 취임.
- 11년 (1999년)
  - 일장기·기미가요, 정식으로 일본의 국기·국가로 제정.
- 12년 (2000년)
  - 제85대 모리 요시로 내각총리대신 취임.
  - 제86대 모리 요시로 내각총리대신 취임.
- 13년 (2001년)
  - 제87대 고이즈미 준이치로 내각총리대신 취임.
  - 유니버설 스튜디오 재팬 개장
  - 911 테러
- 14년 (2002년)
  - 대한민국과 일본에서 공동으로 2002년 FIFA 월드컵(한일월드컵)을 개최함.
- 15년 (2003년)
  - 미군이 사담 후세인을 구속.
  - 겐카이나다 해난사고
  - 대한민국 김대중 대통령 퇴임 및 노무현 대통령 취임
  - 제88대 고이즈미 준이치로 내각총리대신 취임.
- 16년 (2004년)
  - 니가타현을 중심으로 큰 지진 발생.
  - SIGA에서 첫 풋볼 매니저가 발매.
- 17년 (2005년)
  - 2005년 일본 국제 박람회
  - 사상 최초로 인구가 감소 시작.
  - 제89대 고이즈미 준이치로 내각총리대신 취임.
- 18년 (2006년)
  - 제90대 아베 신조 내각총리대신 취임.
- 19년 (2007년)
  - 제91대 후쿠다 야스오 내각총리대신 취임.
- 20년 (2008년)
  - 후쿠토신 선 개통.
  - 대한민국 숭례문 방화사건 발생.
  - 대한민국 노무현 대통령 퇴임 및 이명박 대통령 취임.
  - 아키하바라 살인 사건이 발생.
  - 제92대 아소 다로 내각총리대신 취임.
  - 하계올림픽이 중국 베이징에서 개최.
- 21년 (2009년)
  - 제45회 일본 중의원 의원 총선거에서 자유민주당이 원내 최대의석을 확보하지 못해 1996년 이후 13년만에 다시 야당이 되었다.
  - 제93대 하토야마 유키오 내각총리대신 취임.
- 22년 (2010년)
  - 제94대 간 나오토 내각총리대신 취임.
  - 대한민국 천안함 피격사건과 연평도 포격 발생
- 23년 (2011년)
  - 동일본 대지진, 후쿠시마 원전사고 연이어 발생
  - 제95대 노다 요시히코 내각총리대신 취임.
  - 일본 국회에서 자민당을 비롯한 야당이 제출한 내각 불신임안 표결이 부결, 간 나오토 일본 총리는 내각 불신임안 표결 직전 동일본 대지진과 후쿠시마 원전사고에 대한 수습 전망이 나오는 시점에 퇴진하겠다는 의사를 밝혔다.
- 24년 (2012년)
  - 중ㆍ일 국교정상화 40주년
  - 자유민주당이 다시 여당이 되었다.
  - 제96대 아베신조 내각총리대신 취임
- 25년 (2013년)
  - 일본 도쿄가 2020년 하계 올림픽 개최지로 선정.
  - 대한민국 이명박 대통령 퇴임 및 박근혜 대통령 취임.
- 26년 (2014년)
  - 대한민국 세월호 참사 발생.
  - 제97대 아베신조 내각총리대신 취임.
- 27년 (2015년)
  - 한ㆍ일 국교정상화 50주년
  - 한·일 위안부 문제 협상 타결
- 28년 (2016년)
  - 도널드 트럼프가 미국 대통령으로 당선됨.
  - 대한민국 최순실 국정농단 사건
  - 대한민국 국회 박근혜 대통령 탄핵안 통과.
- 29년 (2017년)
  - 대한민국 박근혜 대통령 탄핵
  - 대한민국 제 19대 대통령 문재인 취임.
  - 북한의 6차 핵실험 사건 발생
  - 제98대 아베신조 내각총리대신 취임.
- 30년 (2018년)
  - 2018 평창 동계올림픽대회 개최.
  - 2018년 판문점 남북정상회담과 평양 제3차 남북정상회담
  - 싱가포르 북미정상회담
- 31년 (2019년)
  - 하노이 북미정상회담
  - 아키히토 천황 재위 30주년 기념식
  - 아키히토 천황 퇴위로 5월 1일 자정을 기해 헤이세이 연호가 역사속으로 사라짐.

## 연대 대조표
| 헤이세이 | 서기(西紀) | 간지(干支) | 중화민국기원     |
| 원년     | 1989년     | 기사(己巳) | 민국(民國) 78년  |
| 2년      | 1990년     | 경오(庚午) | 민국 79년        |
| 3년      | 1991년     | 신미(辛未) | 민국 80년        |
| 4년      | 1992년     | 임신(壬申) | 민국 81년        |
| 5년      | 1993년     | 계유(癸酉) | 민국 82년        |
| 6년      | 1994년     | 갑술(甲戌) | 민국 83년        |
| 7년      | 1995년     | 을해(乙亥) | 민국 84년        |
| 8년      | 1996년     | 병자(丙子) | 민국 85년        |
| 9년      | 1997년     | 정축(丁丑) | 민국 86년        |
| 10년     | 1998년     | 무인(戊寅) | 민국 87년        |
| 헤이세이 | 서기(西紀) | 간지(干支) | 중화민국기원     |
| 11년     | 1999년     | 기묘(己卯) | 민국(民國) 88년  |
| 12년     | 2000년     | 경진(庚辰) | 민국 89년        |
| 13년     | 2001년     | 신사(辛巳) | 민국 90년        |
| 14년     | 2002년     | 임오(壬午) | 민국 91년        |
| 15년     | 2003년     | 계미(癸未) | 민국 92년        |
| 16년     | 2004년     | 갑신(甲申) | 민국 93년        |
| 17년     | 2005년     | 을유(乙酉) | 민국 94년        |
| 18년     | 2006년     | 병술(丙戌) | 민국 95년        |
| 19년     | 2007년     | 정해(丁亥) | 민국 96년        |
| 20년     | 2008년     | 무자(戊子) | 민국 97년        |
| 헤이세이 | 서기(西紀) | 간지(干支) | 중화민국기원     |
| 21년     | 2009년     | 기축(己丑) | 민국(民國) 98년  |
| 22년     | 2010년     | 경인(庚寅) | 민국 99년        |
| 23년     | 2011년     | 신묘(辛卯) | 민국 100년       |
| 24년     | 2012년     | 임진(壬辰) | 민국 101년       |
| 25년     | 2013년     | 계사(癸巳) | 민국 102년       |
| 26년     | 2014년     | 갑오(甲午) | 민국 103년       |
| 27년     | 2015년     | 을미(乙未) | 민국 104년       |
| 28년     | 2016년     | 병신(丙申) | 민국 105년       |
| 29년     | 2017년     | 정유(丁酉) | 민국 106년       |
| 30년     | 2018년     | 무술(戊戌) | 민국 107년       |
| 헤이세이 | 서기(西紀) | 간지(干支) | 중화민국기원     |
| 31년     | 2019년     | 기해(己亥) | 민국(民國) 108년 |

## 같이 보기
- 동유럽 혁명
- 냉전 종식 이후 미국
- 천황제 폐지론
- 레이와 시대

| 이전 쇼와 | 일본의 연호 1989년 ~ 2019년 | 다음 레이와 |

| 일본의 역사    | 일본의 역사                 | 일본의 역사 |
| 이전 시대      | 헤이세이 시대 1989년~2019년 | 다음 시대   |
| -------------- | --------------------------- | ----------- |
| 전후 쇼와 시대 | 헤이세이 시대 1989년~2019년 | 레이와 시대 |